# Tuğra

Animation montrant le Tuğra du sultan Ottoman Mahmoud II en turc. Ces mots signifient littéralement Mahmud - Khan - fils de - Abdülhamid Ier - victorieux - à jamais.

Tuğra (prononcé : /t̪uːˈɾɑ̟/, également orthographié « tughra » ou « tugra » (en arabe : طغراء), est un mot turc désignant le monogramme des sultans ottomans. Il est issu du style de calligraphie arabe divanî, utilisé pour les besoins de l'administration ottomane.
Ces symboles présentaient, sous la forme d'une calligraphie, le nom du sultan, son titre et son ascendance directe – la kunya – ainsi que la formule « toujours victorieux » ou « victorieux à jamais ». Ils commençaient et authentifiaient les documents officiels impériaux, ornaient les monuments bâtis durant le règne, les fontaines, etc.
Les Tuğra sont apparus à peu près en même temps que les signatures en Europe dans tous les États de culture turque, comme le Khanat de Kazan ou chez les Tatars. Le visiteur peut en admirer des exemplaires sur plusieurs monuments de l'ancienne capitale ottomane, Istanbul.
Des Tuğra sont également utilisés dans d'autres pays, par exemple la Russie ou le Japon.

## Éléments visuels d'un tuğra
Un Tuğra est constitué de quatre éléments de base: sere, beyze, tuğ et hançer. Ces éléments sont communs à tous les Tuğra tout au long de leur histoire.

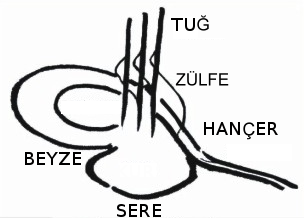
Éléments visuels d'un Tuğra

- Le nom du sultan est écrit dans la partie inférieure, appelée sere. Selon la période, ce nom varie en complexité. Le plus ancien Tuğra ottoman, qui date de 1324, indique simplement « Orhan bin Osman » (Orhan fils d'Osman). Dans les périodes plus tardives, des noms honorifiques et des prières sont également ajoutés au nom du détenteur du Tuğra et de son père.

- Les boucles situées à gauche du Tuğra sont appelées beyze, qui signifie œuf en arabe. Selon certaines interprétations du motif des Tuğra, les beyze sont censés symboliser les deux mers sur lesquelles les sultans exerçaient leur autorité : la grande boucle extérieure représenterait la Méditerranée et la petite boucle intérieure la mer Noire.

- Les lignes verticales au sommet du Tuğra sont appelées tuğ, ou hampe de drapeau. Les trois tugs signifient l'indépendance. Les lignes en forme de S qui traversent les tuğ sont appelées zülfe et, avec les sommets des tuğ qui regardent également vers la droite, elles signifient que les vents soufflent d'est en ouest, le mouvement traditionnel des Ottomans.

- Les lignes à droite du Tuğra sont appelées hançer et représentent une épée, symbole de pouvoir et de puissance.

## Galerie d'illustrations

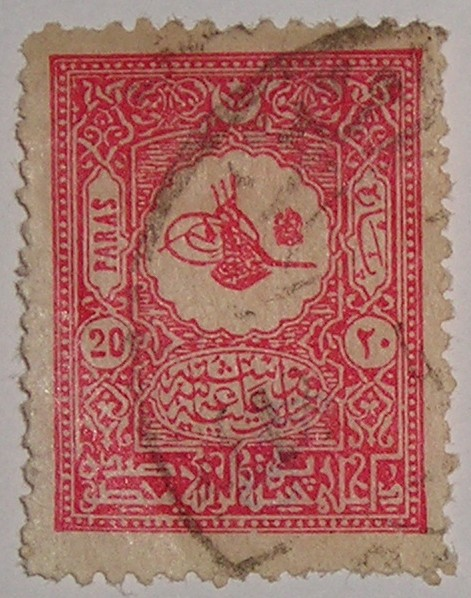
Timbre ottoman de 1901, avec en son centre le Tuğra du sultan.
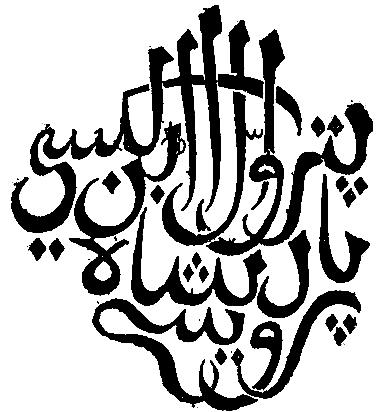
Dimitrie Cantemir, Initiale Tuğra du tract d'Astrakhan intitulé « Manifeste de S.M. l'Emp[ereur] Pierre I en Perse, fait par le prince Cantemir», 1722, manuscrit, Académie de Berlin, Cote T v. 3, p. 77-78 ; Texte en turc ottoman : Petroo ibn al-Aleksi pādišah-i Rus, « Pierre fils d'Aleksej, empereur des Russes ».